# Tecla Merlo
Ctihodná Matka Tekla Merlo (20. února 1894 Castagnito – 5. února 1964 Albano), italsky Tecla, vlastním jménem Teresa, známá jako Maestra Tekla, byla italská katolická řeholnice, spoluzakladatelka kongregace Dcer sv. Pavla.
Narodila se v nábožensky založené farmářské rodině nedaleko města Alba. S donem Jakubem Alberionem se poprvé setkala 27. června 1915, zaujala ji jeho apoštolská vize a rozhodla se spolupracovat na vzniku Paulínské rodiny.
Přijala jméno Tekla podle apokryfní učednice apoštola Pavla, svaté Tekly. Podílela se nejen na zakládání a formaci Dcer sv. Pavla, ale i na vzniku a práci jiných kongregací v Paulínské rodině. Pro svou hlubokou důvěru v Boha, blízkou spolupráci s Jakubem Alberionem a láskyplný přístup se stala matkou a duchovním vzorem následujících generací Dcer sv. Pavla.

## Životopis

### Mládí
Teresa se narodila jako jediná dcera ze čtyř dětí manželů Ettora a Vincenzy Merlových. Navštěvovala základní školu v Castagnitu, byla sice dobrá studentka, ale kvůli špatnému zdraví jí rodiče najali soukromou učitelku. Postupem času Teresa cítila povolání k zasvěcenému životu, když se však hlásila do kláštera v Turíně, byla ze zdravotních důvodů odmítnuta. Založila tedy doma v Castagnitu malou školu šití. Své žačky kromě výroby oblečení učila žít podle křesťanských hodnot a dělat vše s láskou.

### Setkání s otcem Alberionem
27. června 1915 se Teresa Merlová poprvé setkala s Jakubem Alberionem v zákristii albského kostela svatých Kosmy a Damiána. Otec Alberione ji znal z vyprávění jejího bratra Constanza Leona, který byl tou dobou v kněžském semináři. Nabídl jí místo v nově založené šicí dílně v Albě. Teresa souhlasila a spolu s ostatními dívkami začala šít vojenské uniformy. Duchovně je vedl don Alberione a kanovník Francesco Chiesa.

### Dcery svatého Pavla
Ženská dílna (Laboratorio femminile) se časem změnila na obchod se skladem knih a křesťanských textů. Vyučoval se zde i katechismus. 29. června 1918 na svátek Sv. Petra a Pavla složila Teresa Merlová se dvěma dalšími dívkami řeholní sliby, přijala jméno Tekla.
Biskup Josef Castelli ze Susy pozval společenství sester do své diecéze redigovat zpravodaj La Valsusa. Malá skupinka se přestěhovala z Alby do Susy, kde jim lidé začali říkat dcery svatého Pavla.

### Generální představenou
V roce 1922 Alberione Teklu jmenoval generální představenou v nové rozvíjející se kongregaci. Tekla úkol pokorně přijala. Pod jejím vedením se Dcery sv. Pavla vydaly do Brazílie, Argentiny, Spojených států a dalších zemí světa. Sestry povzbuzovala slovy: "Naší hnací silou musí být myšlenka na duše. Tato myšlenka nás musí pohánět stále kupředu. Musí nás zajímat, jak se můžeme dostat k lidem a přinést jim Slovo pravdy a spásy. Kolik duší ještě neslyšelo o Bohu ! Kdo jim pomůže?"

### Smrt
Zemřela roku 1964, církví byla prohlášena ctihodnou 22. ledna 1991.